# Volucella nigropicta
Volucella nigropicta är en tvåvingeart som beskrevs av Josef Aloizievitsch Portschinsky 1883. Volucella nigropicta ingår i släktet humleblomflugor, och familjen blomflugor. Inga underarter finns listade i Catalogue of Life.